# Andrés Stanovnik

Wappen von Andrés Stanovnik

Andrés Stanovnik OFMCap (* 15. Dezember 1949 in Buenos Aires) ist ein argentinischer römisch-katholischer Ordensgeistlicher und emeritierter Erzbischof von Corrientes.

## Leben
Andrés Stanovnik trat der Ordensgemeinschaft der Kapuziner bei, legte die Profess am 16. Juli 1978 ab und empfing am 2. September 1978 die Priesterweihe.
Papst Johannes Paul II. ernannte ihn am 30. Oktober 2001 zum Bischof von Reconquista. Die Bischofsweihe spendete ihm der Erzbischof von Buenos Aires Jorge Mario Kardinal Bergoglio SJ am 16. Dezember desselben Jahres; Mitkonsekratoren waren Juan Rubén Martinez, Bischof von Posadas, Santos Abril y Castelló, Apostolischer Nuntius in Argentinien, Juan Rodolfo Laise, Altbischof von San Luis, und Gustavo Arturo Help, Bischof von Venado Tuerto.
Papst Benedikt XVI. ernannte ihn am 27. September 2007 zum Erzbischof von Corrientes.
Am 5. September 2015 ernannte ihn Papst Franziskus zum Mitglied der Päpstlichen Kommission für Lateinamerika.
Papst Franziskus nahm am 22. Februar 2025 seinen altersbedingten Rücktritt an.